# Polaris Industries
Polaris Industries — американская машиностроительная компания, производящая мотоциклы, снегоходы, мотовездеходы и электромобили, со штаб-квартирой в Медайне, штат Миннесота. Компания превратились в мирового лидера с более чем 30 брендами и многочисленными сервисами, оказавшими значительное влияние на индустрию снегоходов и за её пределами.

## История
- 1954 Компания переименована в Polaris Industries Inс

История Polaris прослеживается с самого основания его учредителями — Эдгаром Хеттином, его младшим братом Алланом и его близким другом Дэвидом Джонсоном. Плодотворное трио запустило предшественника Polaris — Hetteen Hoist & Derrick — в 1945 году в небольшом местечке Розо, Миннесота. В условиях дефицита металла во время Второй Мировой Войны, их навыки ремонта фермерских машин быстро заслужили уважение со стороны постоянных заказчиков.
Но место в истории они заслужили, работая над способами быстрее добраться до лесных охотничьих домиков по глубоком снегу. Эти разработки привели к созданию первого прототипа снегохода в 1955 году. Чтобы доказать, что новый тип транспорта — не просто игрушка, Эдгар с тремя друзьями предприняли путешествие длиной в 2000 км через дикие места Аляски, продемонстрировав надёжность аппарата. Аппарат, нагруженный более чем четырьмястами килограммами провизии, выдержал температуру −40 по Цельсию и успешно закончил путешествие длиной в 12 дней.
- 1956 Построен первый снегоход. Аппараты стали столь популярны, что Polaris стала выпускать исключительно снегоходы, и это длилось многие годы, пока компания не расширила линейку продуктов, потребовавших новых навыков в разработке, производстве, распространении, маркетинге, новых силовых агрегатов и технологий.
- 1968 Компания Textron Inc покупает Polaris. Производство продолжается в Розо, Миннесота
- 1976 в TX-L340 установлен первый двигатель жидкостного охлаждения от Polaris, а вскоре после этого построен первый снегоход с независимой подвеской
- 1980 У. Холл Уэнделл младший, объявленный президентом Polaris, возглавил управляющую группу, выкупившую Polaris у Textron в 1981
- 1984 В линейке появляются квадроциклы и мотовездеходы. Компания становится мировым лидером в производстве мототранспортных средств.
- 1995 Продажи Polaris достигли 1 миллиарда долларов
- 1997 Дебют мотоциклов Victory. Пилот Эл Ансер младший въехал на первом мотоцикле в ресторан Planet Hollywood в Mall of America. Polaris расширяет внедорожную линейку, добавив в неё багги Polaris RANGER
- 2007 Polaris представляет RANGER RZR — первый способный к буксировке и наиболее быстро разгоняющийся багги
- 2008 Текущий главный исполнительный директор Скотт У. Вайн присоединяется к команде Polaris
- 2011 Годовые продажи впервые превышают 2 миллиарда. Polaris приобретает легендарную компанию Indian Motorcycle и перезапускает Chieftain в Стёрджесе в 2013 г. Также Polaris приобретает компанию GEM, выпускающую электротранспорт.
- 2014 29 сентября большое открытие польской фабрики Opole, первого производства компании, размещённого вне Северной Америки. Годовые продажи превысили 3,8 млрд долларов[2].
- 2015 Компания Polaris покупает линию электромотоциклов Brammo, популярная модель Brammo Empulse, производится под новым именем Victory Empulse TT
- 2017 Прекращение производства мотоциклов Victory
- 2018 Подразделение компании по производству мотоциклов Indian добилось более высоких показателей продаж и прибыли, чем Harley-Davidson (переживающий сокращение рынка), тем самым подтвердив, что принимает верные решения и идёт в верном направлении[3].